# Blato Malăk Preslaveț
Blato Malăk Preslaveț este o arie protejată (arie de protecție specială avifaunistică — SPA) din Bulgaria întinsă pe o suprafață de 372,22 ha, integral pe uscat.

## Localizare
Centrul sitului Blato Malăk Preslaveț este situat la coordonatele 44°05′26″N 26°50′03″E / 44.090556°N 26.834167°E.

## Înființare
Situl Blato Malăk Preslaveț a fost declarat arie de protecție specială avifaunistică în martie 2007 pentru a proteja 39 de specii de animale.

## Biodiversitate
Situată în ecoregiunea continentală, aria protejată nu include niciun habitat protejat.
La baza desemnării sitului se află mai multe specii protejate de  păsări (39): uliu cu picioare scurte (Accipiter brevipes), fluierar de munte (Actitis hypoleucos), pescăruș albastru (Alcedo atthis), rață mare (Anas platyrhynchos), rață cârâitoare (Anas querquedula), rață pestriță (Anas strepera), acvilă țipătoare mică (Aquila pomarina), stârc cenușiu (Ardea cinerea), stârc roșu (Ardea purpurea), stârc galben (Ardeola ralloides), rață roșie (Aythya nyroca), șorecarul comun (Buteo buteo), chirighiță-cu-obraz-alb (Chlidonias hybridus), cristeiul de câmp (Crex crex), ciocănitoarea de stejar (Dendrocopos medius), ciocănitoare de grădină (Dendrocopos syriacus), ciocănitoare neagră (Dryocopus martius), egretă albă (Egretta alba), egretă mică (Egretta garzetta), șoim de iarnă (Falco columbarius), lișiță (Fulica atra), găinușă de baltă (Gallinula chloropus), acvilă pitică (Hieraaetus pennatus), stârc pitic (Ixobrychus minutus), sfrâncioc roșiatic (Lanius collurio), pescăruș argintiu (Larus cachinnans), pescăruș sur (Larus canus), pescăruș râzător (Larus ridibundus), prigoare (Merops apiaster), stârc de noapte (Nycticorax nycticorax), pelican creț (Pelecanus crispus), viespar (Pernis apivorus), cormoran mare (Phalacrocorax carbo), cormoran mic (Phalacrocorax pygmeus), ciocănitoare verzuie (Picus canus), corcodel mare (Podiceps cristatus), corcodel mic (Tachybaptus ruficollis), călifar roșu (Tadorna ferruginea), nagâț (Vanellus vanellus)
Pe lângă speciile protejate, pe teritoriul sitului au mai fost identificate 13 specii de păsări.